# Liparochrysis
Liparochrysis là một chi nhện trong họ Liocranidae.